# Christof Babatz
Christof Babatz (* 3. September 1974 in Hannover) ist ein ehemaliger deutscher Fußballspieler und heutiger -trainer.

## Spielerkarriere

### Vereine
Nach den Stationen TSV Schulenburg und SV Germania Grasdorf wechselte Christof Babatz 1990 zu den A-Junioren von Hannover 96. Drei Jahre später debütierte der 39-malige Junioren-Nationalspieler in der 2. Bundesliga. Bis zu seinem Wechsel zum Hamburger SV zur Saison 1997/98 spielte der Mittelfeldspieler 57-mal für Hannover 96.
In Hamburg pendelte Babatz zwischen der Regionalligamannschaft (27 Spiele) und dem Bundesliga-Team (26 Spiele). 2000 wechselte er zum 1. FSV Mainz 05, bei dem er sich endgültig im Profifußball etablierte. Der schussgewaltige Babatz war maßgeblich am Aufschwung der Mainzer beteiligt und ermöglichte in den letzten fünf Spielen der Saison 2003/04 mit zwei Toren und sechs Vorlagen den Aufstieg der Rheinhessen in die Fußball-Bundesliga. Beim 2:4 beim VfB Stuttgart traf Babatz zum 1:2-Zwischenstand. Damit ist er der erste Bundesliga-Torschütze der 05er. Nach schwachen Leistungen und einer langwierigen Verletzung verlor Babatz in der Saison 2005/06 vorübergehend den Stammplatz im Mainzer Mittelfeld, den er in der Hinrunde 2006/07 zurückeroberte.
In der Winterpause der Saison wechselte er zum Zweitligisten TuS Koblenz. Er konnte nicht überzeugen und kam meist nur zu Kurzeinsätzen, sicherte jedoch am 33. Spieltag mit seinem einzigen Tor für die TuS Koblenz den Klassenerhalt.
Im Sommer 2007 wechselte Babatz zum SV Waldhof Mannheim. Der damalige Oberligist rüstete mit erfahrenen Spielern, die teils Bundesliga- und Zweitliga-Erfahrung mitbrachten, auf, um den Aufstieg in die neue Regionalliga zu schaffen. Dies gelang mit Babatz als Mannschaftskapitän. In dieser Funktion stand er auch an der Spitze eines Spielerstreiks im Februar 2009, nachdem über zwei Monate keine Gehälter gezahlt worden waren. Nachdem sein Vertrag 2009 aufgelöst worden war, beendete er vorerst seine aktive Karriere.
Von Anfang Oktober 2011 bis Januar 2012 spielte Babatz beim VfL Eiterfeld in der Gruppenliga Fulda.
Im Januar 2012 wechselte er als Spielertrainer zur SG Kirberg/Ohren in die Kreisoberliga Limburg-Weilburg (8. Liga).

### Nationalmannschaft
Mit der deutschen U16-Nationalmannschaft nahm er an der vom 8. bis 18. Mai 1991 in der Schweiz ausgetragenen Europameisterschaft teil. Er erreichte mit der Mannschaft das Finale, das mit 0:2 gegen die Auswahl Spaniens verloren wurde.

## Trainerkarriere
2011 wurde Babatz sportlicher Leiter der Fußballschule des 1. FSV Mainz 05, die auf seine Initiative hin vom Verein eröffnet wurde. Ab Januar 2020 war er auch Co-Trainer der in der A-Junioren-Bundesliga spielenden U19 von Mainz 05. Nachdem U19-Trainer Benjamin Hoffmann im Januar 2024 die zweite Mannschaft der Mainzer übernommen hatte, fungierte Babatz bis Mitte Februar in drei Spielen als Interimstrainer, bevor er dem anschließend neu als U19-Trainer verpflichteten Jan Kirchhoff wieder assistierte. Im Sommer 2024 rückte er in Hoffmanns Trainerstab bei der zweiten Mannschaft in der Regionalliga Südwest auf.

## Erfolge
- Zweiter der U-16-Europameisterschaft 1991